# Проблема економічного розрахунку
Проблема економічного розрахунку (англ. The economic calculation problem, ECP) — це критика використання централізованого економічного планування як заміни ринкового розподілу факторів виробництва. Вперше це було запропоновано Людвігом фон Мізесом у його статті 1920 року «Економічний розрахунок у соціалістичній державі», а пізніше розширено Фрідріхом Гаєком.  

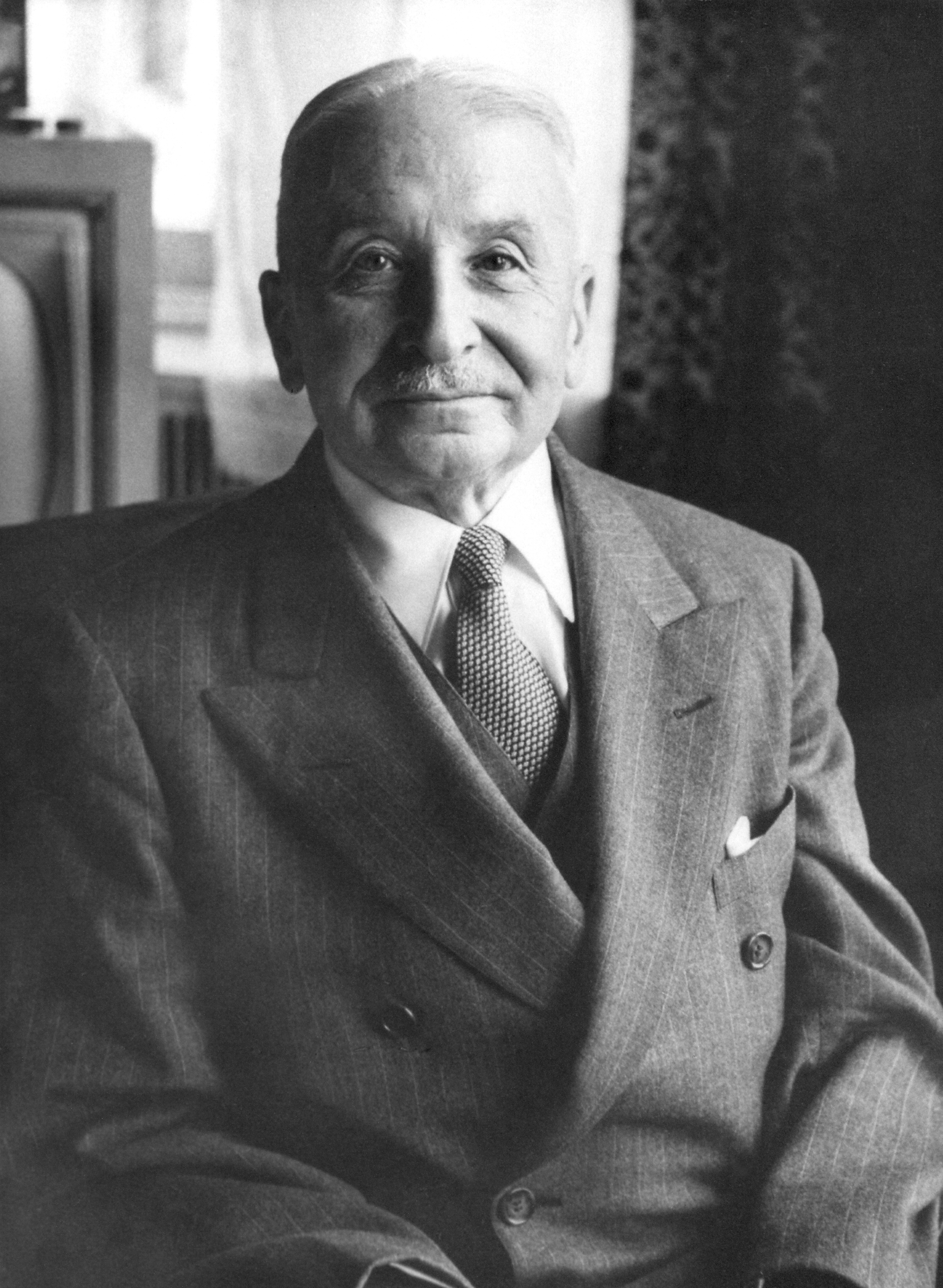
Людвіг фон Мізес, економіст АЕШ (1881–1973)

У своїй першій статті Мізес описав природу системи цін за капіталізму та описав, як індивідуальні суб’єктивні оцінки (критикуючи при цьому інші теорії вартості) перетворюються на об’єктивну інформацію, необхідну для раціонального розподілу ресурсів у суспільстві.  Він стверджував, що централізоване планування обов'язково призводить до нераціонального та неефективного розподілу ресурсів. На ринкових біржах ціни відображають попит і пропозицію ресурсів, праці та продуктів. У статті Мізес зосередив свою критику на недоліках усуспільнення капітальних благ, але пізніше він продовжив розробку різних форм соціалізму у своїй книзі «Соціалізм». Він коротко згадав про проблему в 3-й книзі «Людська діяльність», де він також детально описав різні типи соціалізму, а саме моделі «Гінденбурга» та «Леніна», які він вважав фундаментально хибними, незважаючи на їхні ідеологічні відмінності. 

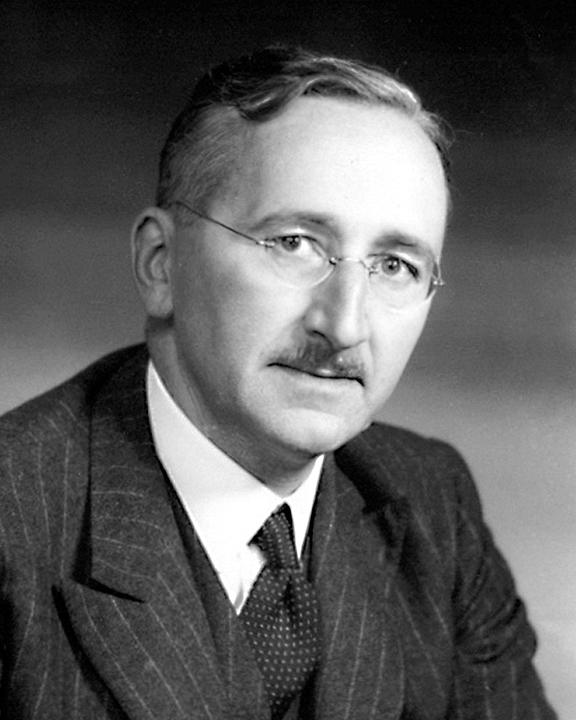
Фрідріх Гаєк, економіст АЕШ (1899–1992)

Мізес і Гаєк стверджували, що економічний розрахунок можливий лише на основі інформації, яка надається через ринкові ціни, і що централістичним методам розподілу бракує методів раціонального розподілу ресурсів. Аналіз Мізеса зосереджувався на теорії цін, тоді як Хаєк вдавався до більш розгорнутого аналізу інформації та підприємництва. Дебати розгорілися у 1920-1930-х роках, і саме цей період дебатів став відомим економічним історикам як дебати про економічний розрахунок за соціалізму. Початкова критика Мізеса отримала численні відгуки і призвела до появи концепції ринкового соціалізму, що ґрунтується на методі проб і помилок, зокрема теореми Ланге-Лернера.
У статті 1920 року Мізес стверджував, що система ціноутворення в державній соціалістичній економіці була неминуче недосконалою, оскільки якщо державна організація володіла всіма засобами виробництва, то неможливо було отримати раціональні ціни на капітальні блага, оскільки вони були лише внутрішнім переміщенням товарів, а не «об'єктами обміну», на відміну від кінцевих товарів. Отже, вони не мали ціни, а отже, система була б неминуче ірраціональною, оскільки центральні планувальники не знали б, як ефективно розподілити наявні ресурси. Він писав, що «раціональна економічна діяльність неможлива в соціалістичній співдружності».. Мізес розвинув свою критику соціалізму більш повно у книзі «Соціалізм» 1922 року, стверджуючи, що ринкова система цін є вираженням праксеології і не може бути відтворена жодною формою бюрократії.
До відомих критиків оригінального аргументу Мізеса та новішої пропозиції Гаєка належать анархо-капіталістичний економіст Брайан Каплан,  комп’ютерний програміст і марксист Пол Коксотт, а також інші комуністи.

## Теорія

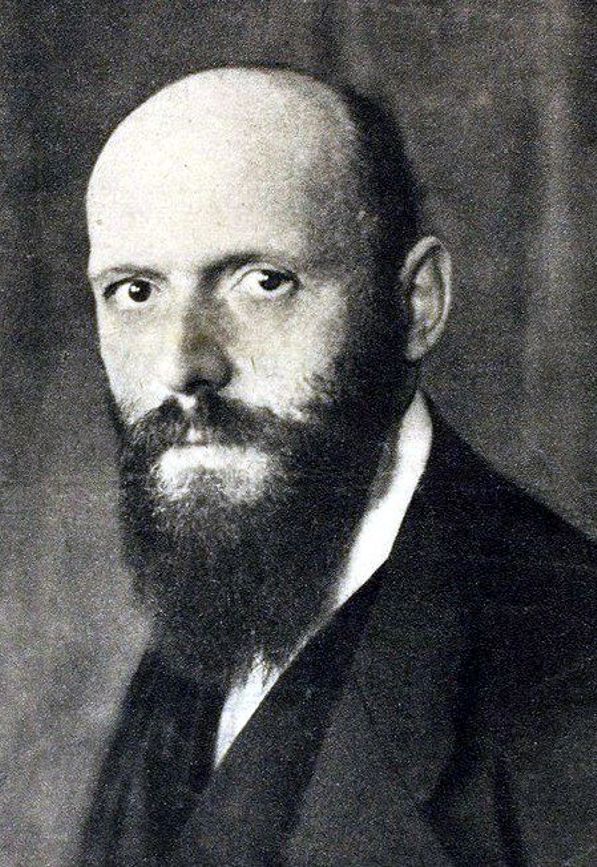
Отто Нейрат, австрійський філософ (1882–1945)

### Об'єкт
Проблема економічного розрахунку в першу чергу застосовується до централізовано планованих економік. Мізес опублікував статтю «Економічний розрахунок за умов соціалізму» (1920), щоб заперечити твердження Отто Нейрата щодо доцільності центрального планування, посилаючись на «вищу економічну раду» і прирівнюючи соціалізм до «суспільства, де засоби виробництва контролюються державою».
Це, в поєднанні з його постійними згадками про націоналізацію поряд із усуспільненням, зробило б проблему економічного розрахунку такою, що стосується виключно адміністративно-командної системи.

### Порівняння різрідних товарів
Оскільки капітальні блага та праця є дуже неоднорідними (тобто мають різні характеристики, які стосуються фізичної продуктивності), економічні розрахунки потребують спільної бази для порівняння для всіх форм капіталу та праці.
Як засіб обміну гроші дають змогу покупцям порівнювати вартість товарів, не знаючи, які фактори лежать в їх основі; споживач може просто зосередитися на своєму особистому рішенні щодо співвідношення витрат і вигод. Тому вважається, що цінова система сприяє економічно ефективному використанню ресурсів суб'єктами, які можуть не мати чітких знань про всі умови виробництва чи пропозиції. Це називається сигнальною функцією ціни, а також функцією нормування, яка запобігає надмірному використанню будь-якого ресурсу.
Критики неринкового соціалізму стверджують, що без ринкового процесу, який би здійснював такі порівняння, він не мав би можливості порівнювати різні товари та послуги і був би змушений покладатися на натуральний розрахунок. Стверджується, що рішення, які приймаються в результаті, будуть прийматися без достатнього знання, щоб вважатися раціональними.

### Співідношення корисності капіталу та споживчих благ

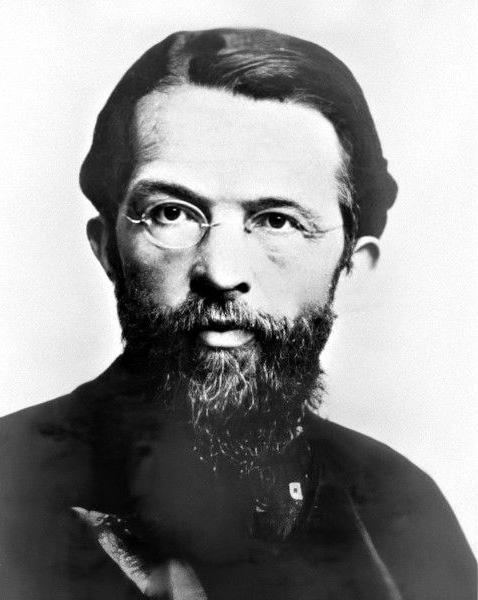
Карл Менгер, економіст АЕШ (1840–1921)

Загальна основа для порівняння капітальних благ також має бути пов'язана з добробутом споживачів. Вона також повинна бути здатною порівнювати бажаний компроміс між поточним споживанням і відкладеним споживанням (для отримання більшої віддачі в майбутньому) через інвестиції в капітальні блага. Використання грошей як засобу обміну та розрахункової одиниці необхідне для вирішення перших двох проблем економічних розрахунків. Мізес (1912) застосував теорію граничної корисності, розроблену Карлом Менгером, до грошей.

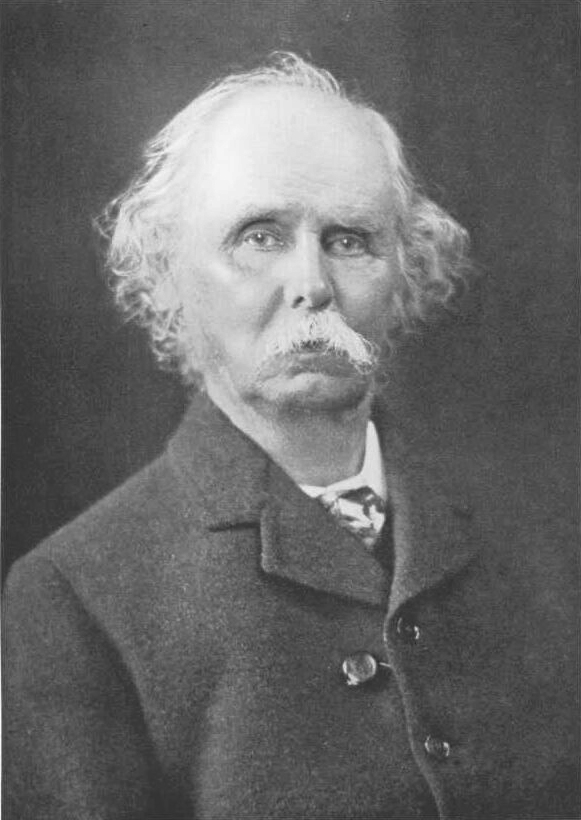
Альфред Маршалл, англійський економіст (1842–1924)

Граничні споживчі витрати - це гранична корисність або додаткове споживче задоволення, на яке очікують споживачі, витрачаючи гроші. Це схоже на принцип рівноваги, розроблений Альфредом Маршаллом. Споживачі прирівнюють граничну корисність (обсяг задоволення) до останнього долара, витраченого на кожен товар. Таким чином, при обміні споживчими товарами встановлюються ціни, які відображають граничну корисність споживачів, а гроші відображають рівень задоволення споживачів.
Якщо гроші також витрачаються на капітальні блага і робочу силу, то можна порівнювати капітальні блага зі споживчими товарами. Обмін споживчими товарами і товарами капіталу/робочої сили не означає, що капітальні товари оцінюються точно, а лише те, що існує можливість оцінити капітальні товари. Це фундаментальні елементи економічних розрахунків, а саме, що вони вимагають використання грошей для всіх товарів. Це необхідна, але не достатня умова для успішного економічного розрахунку. Без цінового механізму, стверджує Мізес, соціалізму бракує засобів, щоб пов'язати задоволення споживачів з економічною активністю. Стимулююча функція цін дозволяє дифузним інтересам, таким як інтереси кожного домогосподарства в дешевому, якісному взутті, конкурувати серед покупців з концентрованими інтересами чоботарів у дорогому, неякісному взутті. Без цього група експертів, створена для «раціоналізації виробництва», ймовірно, тісно пов'язана з шевцями для проведення експертизи, буде схильна підтримувати інтереси шевців у «змові проти громадськості». Однак, якщо це станеться з усіма галузями, усім буде гірше, ніж якби вони були піддані суворій ринковій конкуренції. Остання змушує виробників виробляти продукцію вищої якості за відповідними цінами, щоб задовольнити своїх споживачів.
Мізесова теорія грошей і розрахунку прямо суперечить марксистській трудовій теорії вартості. Марксистська теорія допускає можливість того, що зміст праці може слугувати загальним засобом оцінки капітальних благ - позиція, яка зараз не користується популярністю серед економістів після успіху теорії граничної корисності.

### Підприємництво

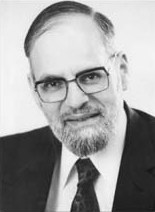
Ізраель Кірцнер, економіст АЕШ (1930)

Третьою умовою для забезпечення економічного розрахунку є існування справжнього підприємництва та ринкової конкуренції.
На думку Ізраеля Кірцнера (1973) та Дона Лавуа (1985), підприємці отримують прибуток, задовольняючи незадоволені потреби на всіх ринках. Таким чином, підприємництво наближає ціни до граничних витрат. Пристосування цін на ринках до рівноваги (коли попит і пропозиція зрівнюються) надає їм більшої утилітарної значущості. Діяльність підприємців робить ціни більш точними з точки зору того, як вони відображають граничну корисність споживачів. Ціни діють як орієнтири для планування виробництва. Ті, хто планує виробництво, використовують ціни, щоб вирішити, які лінії виробництва слід розширювати або скорочувати.
За соціалізму підприємцям бракує мотиву прибутку, щоб ризикувати, і тому вони набагато рідше намагатимуться задовольнити споживчий попит. Без цінової системи, яка б співвідносила споживчу корисність зі стимулами для виробництва або навіть вказувала на ці корисності «без надання стимулів», державні планувальники з набагато меншою ймовірністю інвестували б у нові ідеї, щоб задовольнити бажання споживачів. Підприємці також не матимуть можливості заощаджувати в процесі виробництва, що матиме наслідки для споживачів.

### Узгоджене планування
Четвертою умовою для успішного економічного розрахунку є узгодженість планів між тими, хто планує виробництво. Проблема планування виробництва — це проблема знання, яку пояснював Гаєк (1937, 1945), але вперше згадав і проілюстрував його наставник Мізес у «Соціалізмі» (1922), не плутати з «Соціалізм: економічний і соціологічний аналіз» (1951). Планування може здійснюватися децентралізовано, вимагаючи певного механізму, щоб узгодити індивідуальні плани, або централізовано, вимагаючи великої кількості інформації.
В умовах капіталізму загальний план виробництва складається з індивідуальних планів капіталістів на великих і малих підприємствах. Оскільки капіталісти купують робочу силу і капітал з одного і того ж загального пулу доступних, але дефіцитних ресурсів, важливо, щоб їхні плани узгоджувалися між собою, принаймні частково узгоджувалися. Хайєк (Hayek, 1937) визначив ефективний процес планування як такий, в якому всі особи, що приймають рішення, формують плани, які містять релевантні дані з планів інших осіб. Підприємці отримують дані про плани інших через систему цін. Система цін є незамінною комунікаційною мережею для координації планів між підприємцями. Підвищення та зниження цін інформують підприємців про загальну економічну ситуацію, до якої вони повинні пристосовувати свої плани.
Що стосується соціалізму, то Мізес (1944) та Гаєк (1937) наполягали на тому, що бюрократи в окремих міністерствах не можуть координувати свої плани без системи цін через проблему знання місцевої специфіки. їхні опоненти стверджували, що в принципі економіку можна розглядати як сукупність рівнянь. Таким чином, використовуючи інформацію про наявні ресурси та вподобання людей, можна обчислити оптимальне рішення для розподілу ресурсів. Фрідріх Гаєк відповів на це, що система рівнянь вимагає занадто багато інформації, яка не буде легкодоступною, а подальші розрахунки будуть занадто складними. [Частково це пов'язано з тим, що люди володіють корисними знаннями, але не усвідомлюють їх важливості, можуть не мати стимулу передавати інформацію або можуть мати стимул передавати неправдиву інформацію про свої вподобання. Він стверджував, що єдиним раціональним рішенням є використання всіх розпорошених знань на ринку за допомогою цінових сигналів. Перші дебати велися ще до того, як стали доступними значно більші обчислювальні можливості сучасних комп'ютерів, а також до досліджень з теорії хаосу. У 1980-х роках Александр Нове стверджував, що розрахунки займуть мільйони років навіть на найкращих комп'ютерах. Швидше за усе, неможливо зробити довгострокові прогнози для такої складної системи, як економіка.

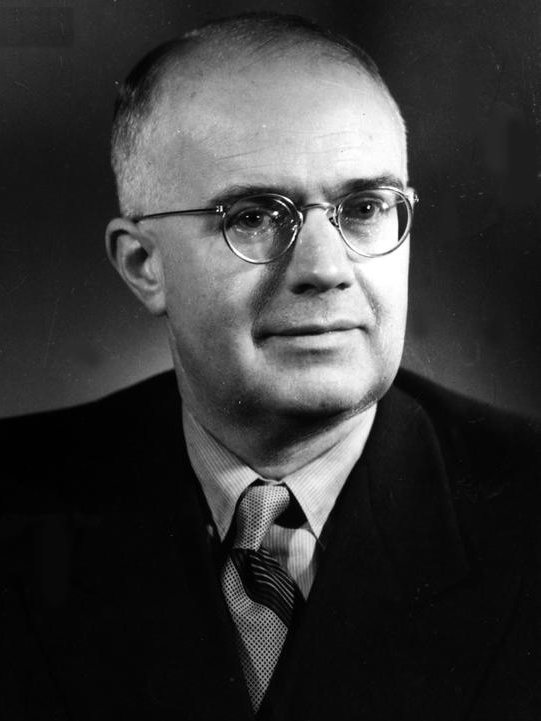
Оскар Лянґе, польский економіст (1904–1965)

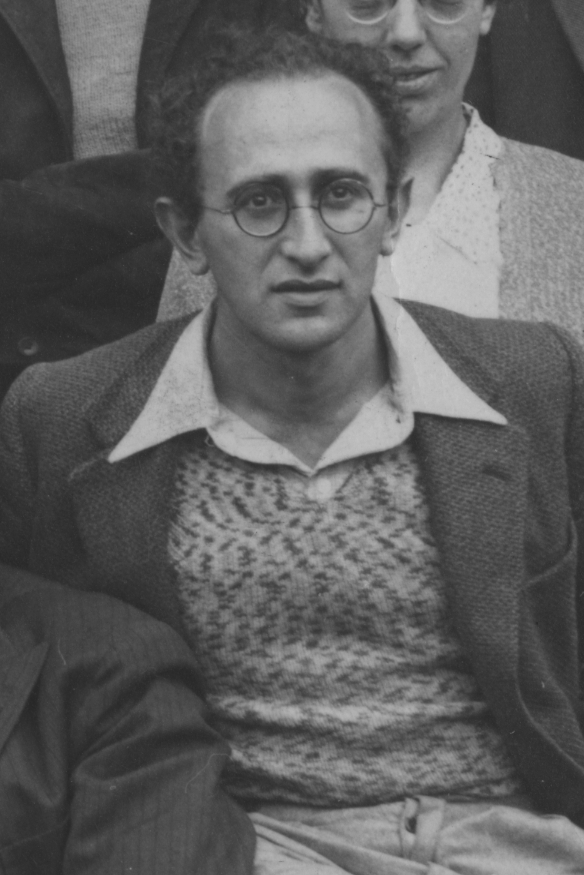
Абба Лернер, американський економіст (1903–1982)

Гаєк (1935, 1937, 1940, 1945) наголошував на проблемі знань про центральне планування, частково тому, що децентралізований соціалізм здавався йому невиправданим. Частково причина, чому Гаєк наголошував на проблемі знань, полягала також у тому, що він був зацікавлений в обговоренні пропозиції ринкового соціалізму та моделі Ланге, розробленої Оскаром Р. Ланге (1938) та учнем Гаєка Аббою Лернером (1934, 1937, 1938), яка була розроблена у відповідь на аргумент про розрахункові показники. Ланге і Лернер визнавали, що ціни необхідні при соціалізмі. Ланге і Лернер вважали, що соціалістичні урядовці можуть моделювати деякі ринки (переважно, спотові ринки), і моделювання спотових ринків є достатнім для того, щоб зробити соціалізм достатньо ефективним. Ланге стверджував, що ціни можна розглядати лише як бухгалтерську практику. В принципі, стверджують ринкові соціалісти, соціалістичні менеджери державних підприємств могли б використовувати систему цін, як систему бухгалтерського обліку, для того, щоб мінімізувати витрати і передавати інформацію іншим менеджерам. [Однак, хоча це може стосуватися існуючих запасів товарів, забезпечуючи основу для визначення вартості, це не стосується інвестицій у нові запаси капіталу. [Гаєк відповів на це, стверджуючи, що симуляція ринків при соціалізмі зазнає невдачі через брак справжньої конкуренції та підприємництва. Центральним плановим органам все одно доведеться планувати виробництво без допомоги економічно обґрунтованих цін. Ланге і Лернер також визнавали, що при соціалізмі буде відсутня будь-яка симуляція фінансових ринків, і що це спричинить проблеми з плануванням капітальних інвестицій.
Однак аргументація Гаєка стосується не лише обчислювальної складності для центральних органів планування. Він також стверджує, що значна частина інформації, якою володіють окремі особи, не може бути зібрана або використана іншими. По-перше, індивіди можуть не мати стимулів ділитися своєю інформацією з центральними чи навіть місцевими органами планування або мати їх дуже мало. По-друге, людина може не усвідомлювати, що володіє цінною інформацією; а коли вона дізнається, вона може бути корисною лише протягом обмеженого часу, занадто короткого для того, щоб передавати її центральним або місцевим планувальникам. По-третє, інформація є марною для інших осіб, якщо вона не має форми, яка дозволяє проводити змістовне порівняння вартості (тобто грошові ціни як загальна основа для порівняння). Тому, стверджує Гаєк, індивіди повинні отримувати дані через ціни на реальних ринках.

### Фінансові ринки
П'ятою умовою успішного економічного розрахунку є існування добре функціонуючих фінансових ринків. Економічна ефективність значною мірою залежить від уникнення помилок у капітальних інвестиціях. Витрати на виправлення помилок у капітальних інвестиціях є потенційно великими. Це не просто питання перерозподілу або переобладнання капітальних благ, які виявилися малопридатними. Час, витрачений на перебудову структури виробництва, - це час, втрачений у виробництві споживчих товарів. Ті, хто планує капітальні інвестиції, повинні передбачити майбутні тенденції споживчого попиту, щоб уникнути надмірного інвестування в одні галузі виробництва і недостатнього - в інші.
Капіталісти планують виробництво заради прибутку. Капіталісти використовують ціни для формування очікувань, які визначають структуру нагромадження капіталу, структуру інвестицій у різних галузях. Ті, хто інвестує відповідно до бажань споживачів, винагороджуються прибутком, а ті, хто цього не робить, змушені ставати більш ефективними або йти з бізнесу.

Проблема економічного розрахунку виникає в економіці, яка постійно зазнає змін [...]. Для того, щоб вирішити такі проблеми, перш за все необхідно, щоб капітал був вилучений з певних підприємств і застосований в інших галузях виробництва [...]. [Це, по суті, справа капіталістів, які купують і продають акції та паї, які дають позики і повертають їх, які спекулюють усіма видами товарів..Ціни на ф'ючерсних ринках відіграють особливу роль в економічних розрахунках. Ф'ючерсні ринки формують ціни на товари в майбутніх періодах часу. Саме на ф'ючерсних ринках підприємці упорядковують плани виробництва на основі своїх очікувань. Ф'ючерсні ринки є сполучною ланкою між інвестиційними рішеннями підприємців та споживчими рішеннями домогосподарств. Оскільки більшість товарів не торгуються безпосередньо на ф'ючерсних ринках, потрібні ринки-замінники. Фондовий ринок слугує «безперервним ф'ючерсним ринком», який оцінює підприємницькі плани щодо виробництва (Лахманн, 1978). Взагалі кажучи, проблема економічного розрахунку вирішується на фінансових ринках, як стверджував Мізес:
Проблема економічного розрахунку виникає в економіці, яка постійно зазнає змін [...]. Для того, щоб вирішити такі проблеми, перш за все необхідно, щоб капітал був вилучений з певних підприємств і застосований в інших галузях виробництва [...]. [Це, по суті, справа капіталістів, які купують і продають акції та паї, які дають позики і повертають їх, які спекулюють усіма видами товарів..
Існування фінансових ринків є необхідною умовою для економічного розрахунку. Існування фінансових ринків саме по собі не означає, що підприємницькі спекуляції будуть прагнути до ефективності. Мізес стверджував, що спекуляції на фінансових ринках тяжіють до ефективності завдяки процесу «спроб і помилок». Підприємці, які припускаються відносно великих помилок в інвестуванні, витрачають свої кошти на розширення одних напрямків виробництва за рахунок інших, більш прибуткових, де споживчий попит вищий. Підприємці, які припускаються найгірших помилок, формуючи найменш точні очікування щодо майбутнього споживчого попиту, зазнають фінансових втрат. Фінансові втрати усувають цих невмілих підприємців з керівних посад у промисловості.
Підприємці, які припускаються менших помилок, більш точно передбачаючи споживчий попит, досягають більшого фінансового успіху. Підприємці, які формують найточніші думки щодо майбутнього стану ринків (тобто нових тенденцій у споживчому попиті), отримують найвищі прибутки і отримують більший контроль над галуззю. Тому ті підприємці, які передбачають майбутні ринкові тенденції, витрачають найменше реального капіталу і знаходять найвигідніші умови для фінансування на ринках фінансового капіталу. Мінімальні витрати реального капіталу означають мінімізацію альтернативних витрат економічного розрахунку капіталу. Вартість капітальних благ приводиться у відповідність до вартості майбутніх споживчих благ через конкуренцію на фінансових ринках, оскільки конкуренція за прибуток серед капіталістичних фінансистів винагороджує підприємців, які більш правильно оцінюють капітал (тобто більш правильно передбачають майбутні ціни) і усуває капіталістів, які оцінюють капітал найменш правильно. Підсумовуючи, використання грошей у торгівлі всіма товарами (капітал/робоча сила і споживчі товари) на всіх ринках (спотових і фінансових) у поєднанні з підприємництвом, орієнтованим на отримання прибутку, і дарвінівським природним відбором на фінансових ринках - все це разом робить раціональний економічний розрахунок і розподіл результатом капіталістичного процесу.
Мізес наполягав на тому, що соціалістичний розрахунок неможливий, оскільки соціалізм виключає обмін капітальними благами за допомогою загальноприйнятого засобу обміну, або грошей. Інвестиції на фінансових ринках з певним ступенем ефективності визначають структуру капіталу сучасної промисловості. Егалітарна природа соціалізму забороняє спекуляції на фінансових ринках. Тому Мізес дійшов висновку, що соціалізм не має чіткої тенденції до покращення структури капіталу в промисловості.

## Приклад
Мізес навів приклад вибору між виробництвом вина та нафти в умовах централізованої планової економіки, зробивши наступне зауваження:
Навіть у соціалістичному суспільстві буде очевидно, що 1000 гектолітрів вина краще, ніж 800, і не важко вирішити, чи бажає воно 1000 гектолітрів вина, а не 500 гектолітрів нафти. Для встановлення цього факту не потрібна ніяка система розрахунків: вирішальним елементом є воля задіяних економічних суб'єктів. Але як тільки це рішення прийнято, тільки починається справжнє завдання раціонального економічного спрямування, тобто, з економічної точки зору, поставити засоби на службу меті. Це можна зробити лише за допомогою певного економічного розрахунку. Без такої допомоги людський розум не може зорієнтуватися належним чином серед заплутаної маси проміжних продуктів і можливостей виробництва. Він би просто розгубився перед проблемами управління та розподілу.
Такими проміжними продуктами будуть земля, складські приміщення, пляшки, бочки, нафта, транспорт тощо. Ці речі не тільки потрібно було б зібрати, але вони повинні були б конкурувати з досягненням інших економічних цілей. Без ціноутворення на капітальні блага, по суті, стверджує Мізес, неможливо знати, як вони повинні раціонально/ефективно їх використовувати. А оскільки відсутність ціноутворення зумовлює попередню відсутність поточного стандарту обміну, інвестиції стають особливо неможливими. Іншими словами, потенційні майбутні результати не можуть бути виміряні жодним поточним стандартом, не кажучи вже про грошовий, необхідний для економічних розрахунків. Аналогічно, цінність, яку споживачі надають поточному споживанню порівняно з майбутнім споживанням, не може бути виражена, кількісно оцінена або реалізована.

## Критика

### Ефективність ринків
Деякі науковці та економісти стверджують, що твердження про те, що вільний ринок є ефективним або навіть найефективнішим методом розподілу ресурсів, є некоректним. Александр Нове стверджував, що Мізес «схильний псувати свою аргументацію неявним припущенням, що капіталізм і оптимальний розподіл ресурсів йдуть разом» в роботі Мізеса «Економічний розрахунок у соціалістичній співдружності». Джоан Робінсон стверджувала, що багато цін у сучасному капіталізмі є фактично «адміністративними цінами», створеними «квазімонополіями», таким чином ставлячи під сумнів зв'язок між ринками капіталу та раціональним розподілом ресурсів.
Соціалістичні аболіціоністи ринку стверджують, що хоча прихильники капіталізму та австрійської школи зокрема визнають, що рівноважних цін не існує в реальному житті, вони, тим не менш, стверджують, що ці ціни можуть бути використані як раціональна основа, коли це не так, отже, ринки не є ефективними.. Робін Ганел також стверджував, що ринкова неефективність, така як зовнішні ефекти та надлишковий попит і пропозиція, виникає через те, що покупці та продавці бездумно максимізують свої раціональні інтереси, і вільні ринки за своєю суттю не можуть цьому перешкоджати. Тим не менш, Ганел схвалював поточну політику, яку проводять капіталістичні суспільства з вільним ринком для боротьби з цією неефективністю (наприклад, податок Пігу, антимонопольне законодавство тощо), якщо вони належним чином розраховані і послідовно застосовуються[3].

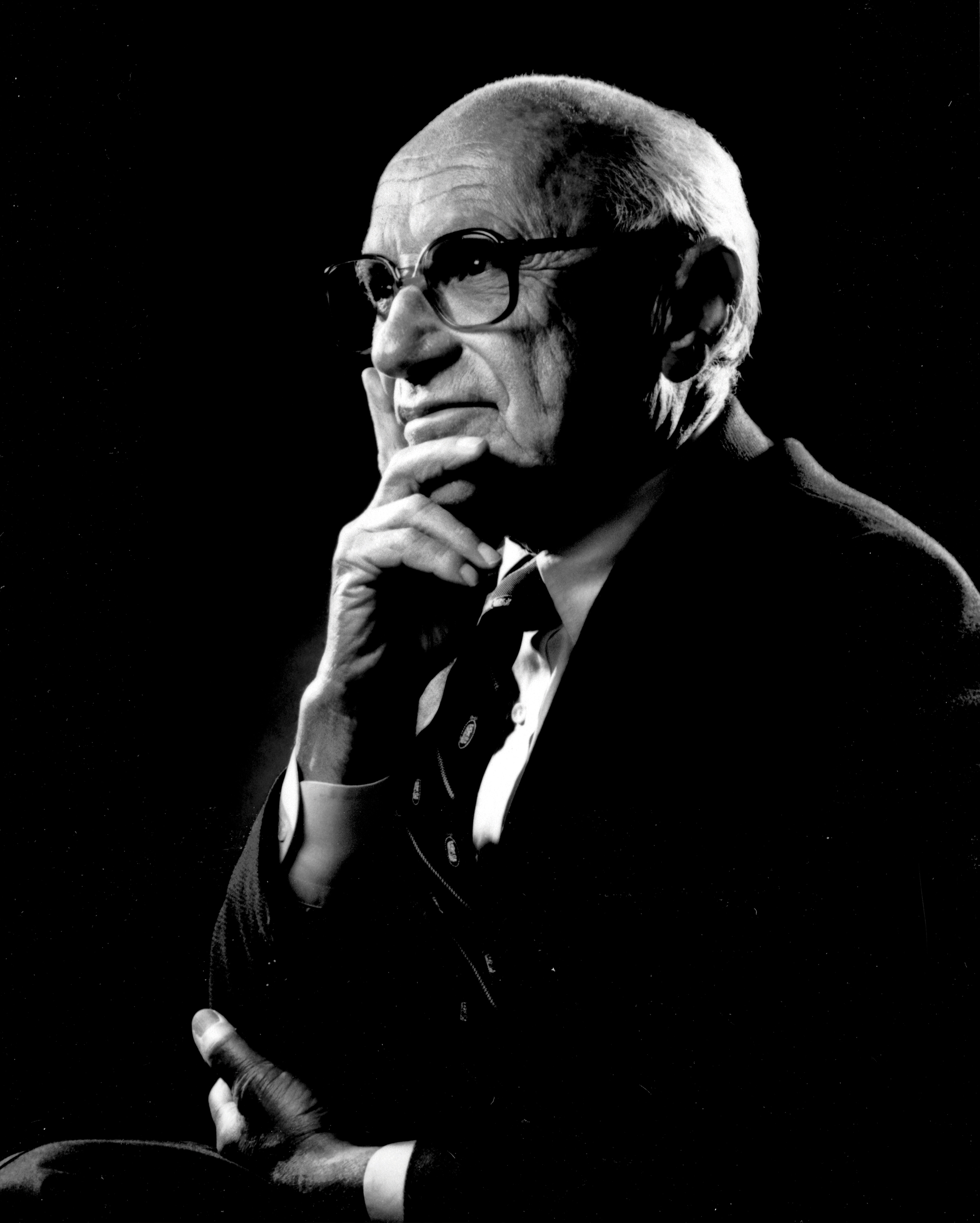
Мілтон Фрідман, американський економіст (1912–2006)

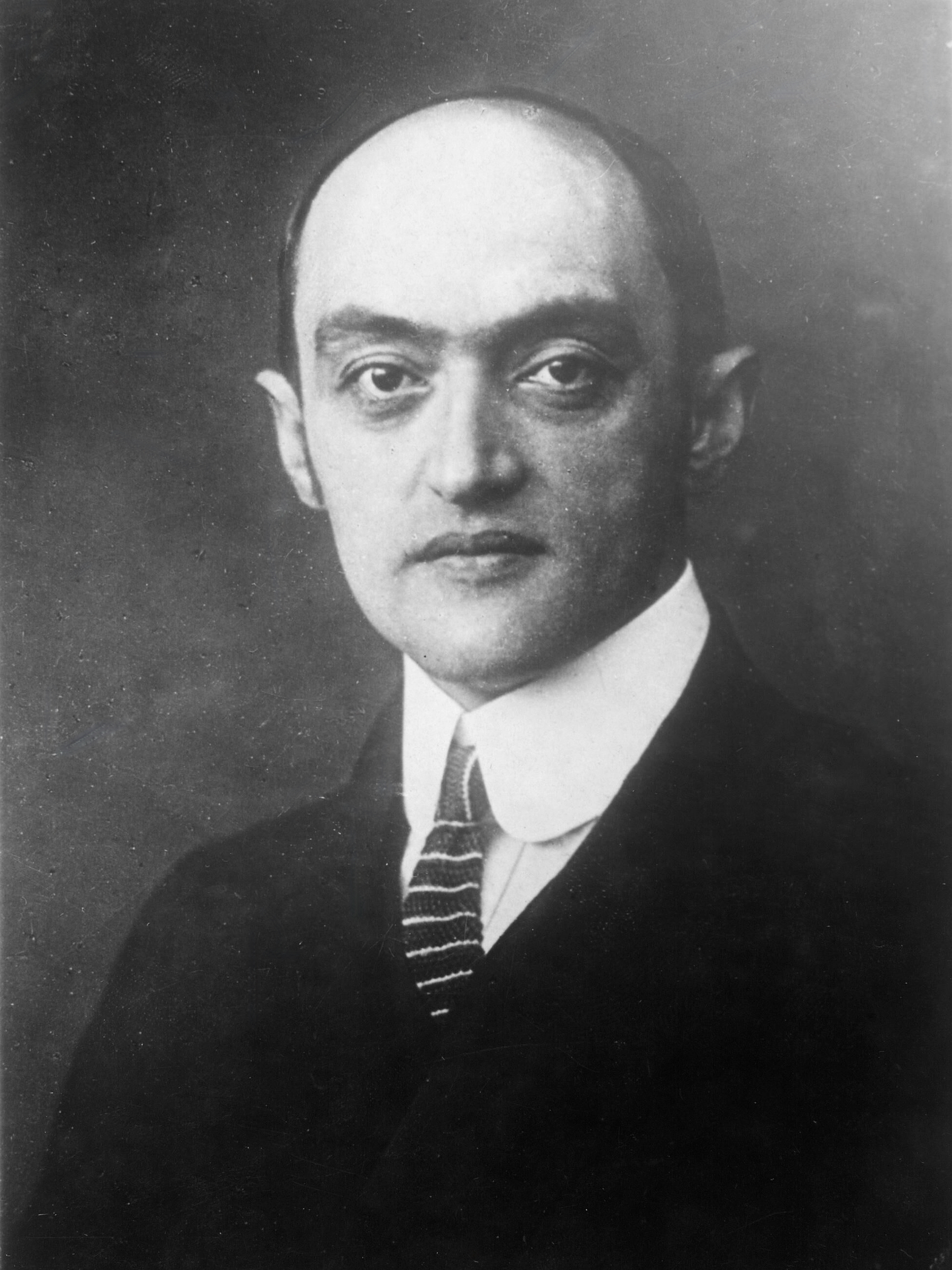
Йозеф Шумпетер, австрійський та амер. економіст (1883–1950)

Мілтон Фрідман погоджувався, що ринки з монополістичною конкуренцією не є ефективними, але він стверджував, що монополії легко змусити до конкурентної поведінки, піддаючи їх впливу іноземних конкурентів. Економічні ліберали та лібертаріанські капіталісти також стверджують, що монополії та великий бізнес, як правило, не є результатом вільного ринку, або що вони ніколи не виникають на вільному ринку; скоріше, вони кажуть, що така концентрація стає можливою завдяки державному наданню франшиз або привілеїв. Тим не менш, протекціоністська економіка теоретично все ще може сприяти конкуренції, якщо існує сильне переключення споживачів. Йозеф Шумпетер також стверджував, що економічний розвиток через інновації та інвестиції часто стимулюється великими монополіями.

### РІвновага
Аллін Коттрелл, Пол Кокшотт і Грег Майклсон стверджували, що твердження про те, що знайти справжню економічну рівновагу не просто важко, а неможливо для центрального планувальника, однаково добре стосується і ринкової системи. Оскільки будь-яка універсальна машина Тьюринга може робити те, що може будь-яка інша машина Тьюринга, центральний калькулятор в принципі не має жодних переваг перед системою розрізнених калькуляторів, тобто ринком, і навпаки.
У деяких економічних моделях знайти рівновагу важко, а знаходження рівноваги Ерроу-Дебре є повною PPAD-версією. Якщо ринок може знайти рівновагу за поліноміальний час, то наведена вище еквівалентність може бути використана для доведення того, що P=PPAD. Таким чином, ця лінія аргументації намагається показати, що будь-яке твердження про неможливість неодмінно пов'язане з проблемою локальних знань, оскільки система планування не менш спроможна, ніж ринок, якщо їй надано повну інформацію.
Дон Лавуа наводить аргумент локального знання, перевертаючи цю імплікацію навпаки. Ринкові соціалісти вказують на формальну схожість між неокласичною моделлю загальної рівноваги Вальраса та ринковим соціалізмом, який просто замінює вальрасівського аукціоніста на планову раду. На думку Лавуа, це підкреслює недоліки моделі. Покладаючись на цю формальну схожість, ринкові соціалісти повинні прийняти спрощувальні припущення моделі. Модель припускає, що різного роду інформація надається аукціоністу або плановій раді. Однак, якщо ця інформація не координується ринком капіталу, вона існує у принципово розподіленій формі, яку важко використовувати з боку планувальників. Якби планувальники вирішили використати цю інформацію, вона одразу ж стала б застарілою і відносно марною, якщо тільки реальність не імітувала б якимось чином незмінну монотонність моделі рівноваги. Існування і придатність до використання цієї інформації залежить від її створення і ситуації в рамках розподіленої процедури відкриття..

### Перебільшені заяви
Одна з критичних зауважень полягає в тому, що прихильники теорії перебільшують силу своїх аргументів, описуючи соціалізм як неможливий, а не неефективний.. Пояснюючи, чому він не є економістом австрійської школи, анархо-капіталістичний економіст Брайан Каплан стверджує, що хоча проблема економічного розрахунку є проблемою для соціалізму, він заперечує, що Мізес показав, що вона є фатальною, або що саме ця проблема призвела до краху авторитарних соціалістичних держав. Каплан також заявляє про перебільшення проблеми; на його думку, Мізесу не вдалося довести, чому економічний розрахунок зробив соціалістичну економіку «неможливою», і навіть якщо існують серйозні сумніви щодо ефективності аналізу витрат і вигод, існує безліч інших аргументів (Каплан наводить приклад проблеми стимулів).

### Економіка сталого стану
Джоан Робінсон стверджувала, що в економіці сталого стану існує ефективний достаток засобів виробництва, і тому ринки не потрібні. Мізес визнав таку теоретичну можливість у своєму оригінальному трактаті, коли він сказав наступне: «Статичний стан може обійтися без економічних розрахунків. Адже тут постійно повторюються ті самі події в економічному житті; і якщо ми припустимо, що перша диспозиція статичної соціалістичної економіки випливає з кінцевого стану конкурентної економіки, то в будь-якому випадку ми могли б уявити собі соціалістичну виробничу систему, яка раціонально контролюється з економічної точки зору". Однак він стверджував, що стаціонарні умови ніколи не переважають у реальному світі. Зміни в економічних умовах неминучі; і навіть якщо б вони не були такими, перехід до соціалізму був би настільки хаотичним, що унеможливив би існування такого стаціонарного стану з самого початку.
Мета цінового механізму полягає в тому, щоб дозволити людям визнати альтернативну вартість рішень. У стані достатку така вартість відсутня, тобто в ситуаціях, де немає потреби економити, економіка не застосовується, наприклад, у місцевостях з великою кількістю свіжого повітря та води. Отто Нейрат і Гіллель Тіктін стверджували, що за умови детального використання обліку реальних одиниць та досліджень попиту планова економіка може функціонувати без ринку капіталу в ситуації достатку..

### Використання технології
У книгах «Інформація та економіка: Критика Гаєка» та “Проти Мізеса” Пол Кокшотт та Аллін Коттрелл стверджували, що використання комп'ютерних технологій сьогодні спрощує економічні розрахунки та дозволяє впроваджувати і підтримувати планування. Лен Брюстер відповів на це, стверджуючи, що «На шляху до нового соціалізму» встановлює те, що по суті є іншою формою ринкової економіки, зробивши наступне зауваження::.
Дослідження «Нового соціалізму» C&C підтверджує висновок Мізеса про те, що раціональне соціалістичне планування неможливе. Здається, для того, щоб економічні планувальники мали будь-які корисні дані, якими вони могли б керуватися, необхідно залучити ринок, а разом з ним аналоги приватної власності, нерівності та експлуатації.
У відповідь Кокшотт стверджував, що економічна система досить далека від капіталістичної вільноринкової економіки, щоб її не вважати такою:
Ті, проти яких Гайєк сперечався, як-от Ланге та Дікінсон, допускали ринки споживчих товарів, це не змусило Гаєка сказати: «О, ви насправді не сперечаєтеся за соціалізм, оскільки ви визнали ринок споживчих товарів, він цього не зробив, тому що там залишилося величезні політичні розбіжності між ним і Ланге, навіть якщо Ланге визнав ринки споживчих товарів. Таким чином, це дуже слабкий аргумент Брюстера, який стверджує, що те, що ми відстоюємо, не є насправді соціалістичним розрахунком, оскільки він певним чином забруднений ринковими впливами.<ref>{{cite web|last=Cockshott|first=Paul|year=2009 |url=https://www.academia.edu/download/6894611/replytobrewster.pdf|title=Примітки до критики Брюстера}}{{dead link|date=липень 2022|bot=medic}}{{cignore| bot=medic}}</ref>
У книзі Лі Філліпса та Міхала Розворського 2019 року «Народна республіка Walmart» стверджується, що транснаціональні корпорації, такі як Walmart і Amazon, уже управляють централізованою плановою економікою технологічно складнішим способом, ніж Радянський Союз, доводячи, що проблема економічного розрахунку переборна.. Проте є деякі суперечки щодо цієї точки зору, а саме те, як слід розрізняти економічне планування та планову економіку. Обидва передбачають формулювання економічних цілей, що керуються даними, але останній запобігає цьому в контексті вільного ринку та делегує завдання централізованим органам.
Каррас Дж. Ламберт і Тейт Феглі стверджують, що системи штучного інтелекту, якими б розвиненими вони не були, не можуть взяти на себе роль центральних планувальників, оскільки вони не відповідають передумовам ефективного економічного розрахунку. Це включає в себе здатність перетворювати порядкові переваги виробників і споживачів у пропорційні кардинальні значення корисності, які доступні та узгоджені, і прогнозувати майбутні взаємодії ринку.
Однією з причин є те, що вони залежать від великих даних, які, у свою чергу, повністю базуються на минулій інформації. Таким чином, система не може зробити жодних значущих висновків щодо майбутніх уподобань споживачів, необхідних для оптимального ціноутворення. Це вимагає втручання програміста, який, швидше за все, буде упередженим у своїх судженнях. Навіть спосіб, за допомогою якого система може «передбачити» споживчі вподобання, також базується на творчих упередженнях програміста. Крім того, вони стверджують, що навіть якщо штучний інтелект може звичайно ранжувати предмети, як люди, вони все одно страждатимуть від тих самих проблем, що не зможуть уявити собі структуру ціноутворення, за якої можна сформувати значущі розрахунки ціни за допомогою загальної кардинальної одиниці корисності. Незважаючи на це, Ламберт і Феглі визнають, що підприємці можуть отримати вигоду з прогностичної цінності великих даних за умови, що дані базуються на минулих ринкових цінах і що вони використовуються в тандемі з вільними ринковими торгами